# Le Soulié
Le Soulié ist eine französische Gemeinde mit 133 Einwohnern (Stand: 1. Januar 2022) im Département Hérault in der Region Okzitanien (vor 2016: Languedoc-Roussillon). Sie gehört zum Arrondissement Béziers und ist Mitglied im Gemeindeverband Communauté de communes du Haut-Languedoc. Die Bewohner werden Solariens und Solariennes genannt.

## Lage
Die Gemeinde Le Soulié liegt an der Grenze zum Département Tarn und im Regionalen Naturpark Haut-Languedoc, etwa 32 Kilometer nordwestlich von Béziers am Arn, der hier entspringt. Umgeben wird Le Soulié von den Nachbargemeinden La Salvetat-sur-Agout im Norden und Osten, Riols im Osten und Südosten, Saint-Pons-de-Thomières im Südosten und Süden, Courniou im Süden sowie Anglès im Westen.

## Bevölkerungsentwicklung
| Jahr                       | 1962 | 1968 | 1975 | 1982 | 1990 | 1999 | 2006 | 2013 | 2020 |
| Einwohner                  | 180  | 120  | 111  | 107  | 119  | 121  | 116  | 117  | 124  |
| Quellen: Cassini und INSEE |      |      |      |      |      |      |      |      |      |

## Sehenswürdigkeiten
- Menhir von Malbosc (sog. Druidenstein, auch: Opferstein)

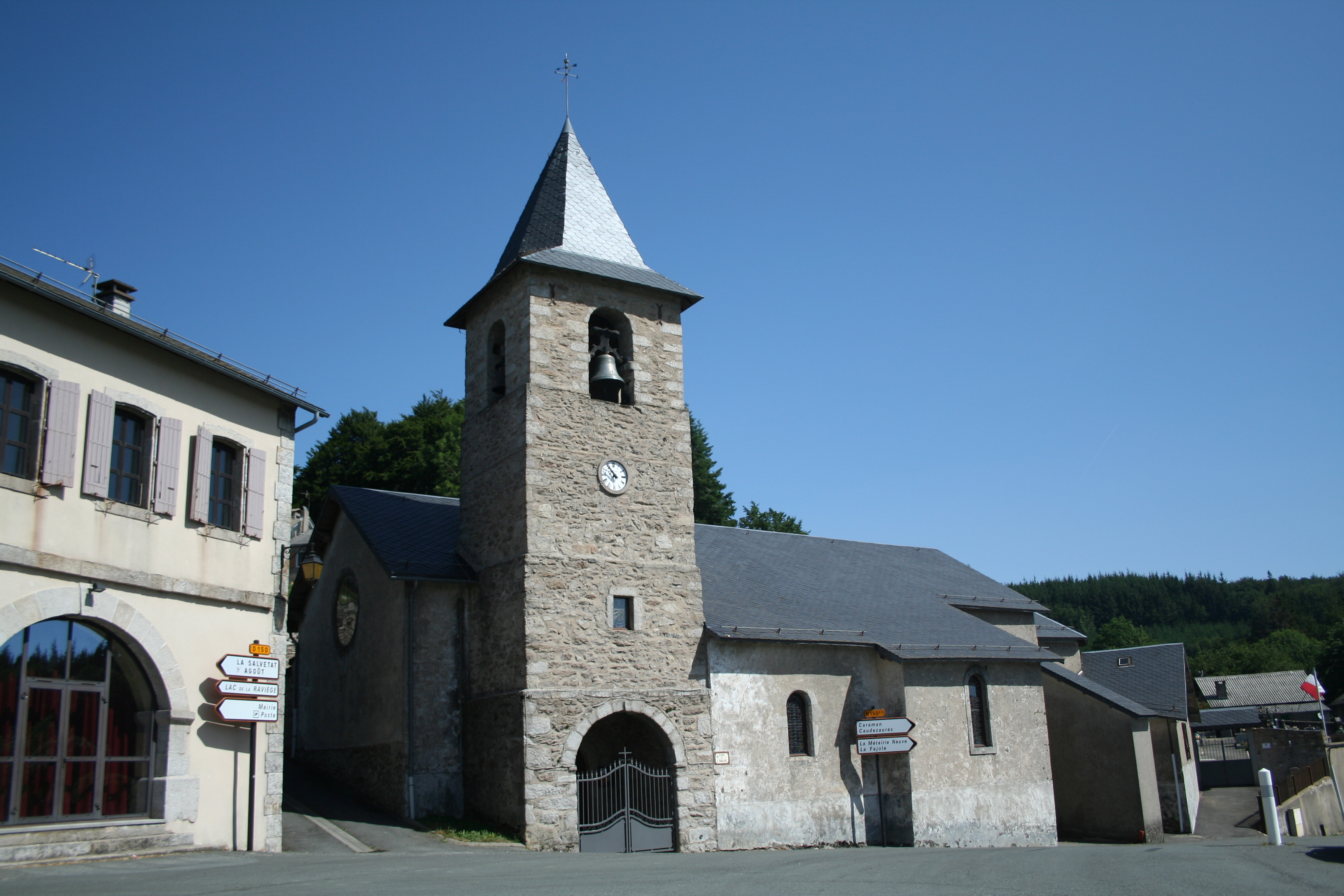
Kirche Saint-Jean

- Kirche Saint-Jean
- Schloss Grandsagnes